# コラージュ (ポーランドのバンド)
コラージュ (Collage) は、ポーランドのロックバンド。

## 略歴
1986年、ギターのMirek GilとドラムスのWojtec Szadkowskiが中心となって結成される。
1990年、ファースト・アルバム『妖精伝説 (Baśnie)』でデビュー。1992年、同アルバムが『Fairy Tales』というタイトルで世界発売され、同時期にユーライア・ヒープのワルシャワ公演での前座を務めている。その後、オランダのレーベル「SIミュージック」との契約を得て、1994年には英語詞のアルバム『ムーンシャイン』をリリースした。ファースト・アルバムを含めて5枚のアルバムをリリースしたが、1999年に解散した。
2003年、ドラムスのWojtec Szadkowskiを中心に主要メンバーがサテライト (Satellite)というプロジェクトで再結集し、アルバム『ア・ストリート・ビトウィーン・サンライズ・アンド・サンセット』でデビューしている。一方2005年にはギターのMirek Gilも自身のバンドビリーヴ (Believe)によるデビュー・アルバム『Hope to See Another Day』をリリースしている。
2013年、Robert Amirian以外のメンバーで再結成し、ライヴ活動を再開。2015年にはオリジナル・ギタリストのMirek Gilが脱退し、Michał Kirmućが後任として加入した。2022年には新譜『Over and Out』がリリースされ、収録曲「Man in the Middle」にはマリリオンのスティーヴ・ロザリーがゲスト参加した。

## 概要
社会主義政権下のポーランドで既に活動を開始していたバンド。ただしアルバムリリースはポーランド民主化運動以降である。
音楽面では「シンフォニック・ロック」或いは「プログレッシブ・ロック」に分類される場合が多いが、ジョン・レノンのカヴァー・アルバムなどもリリースしている。

## ディスコグラフィ

### アルバム
| 初リリース | 邦題                                                         | 原題                                | 特記事項                                                    |
| ---------- | ------------------------------------------------------------ | ----------------------------------- | ----------------------------------------------------------- |
| 1990年     | 妖精伝説                                                     | Baśnie                              | 1992年に世界発売の際、『Fairy Tales』と改題                 |
| 1993年     | ナイン・ソングス・オヴ・ジョン・レノン                       | Nine songs of John Lennon           | 1995年にアポロンから日本発売=APCY 8289                      |
| 1993年     |                                                              | Fafnir                              | コンピレーション。Collageは1曲のみ提供                      |
| 1994年     | ムーンシャイン                                               | Moonshine                           | 1996年にアポロンから日本発売=APCY 8249                      |
| 1994年     | 幽谷の木霊                                                   | Zmiany                              | 未発表曲集。1995年に世界発売の際、再編集し『Changes』と改題 |
| 1995年     | セイフ                                                       | Safe                                | 2003年にリマスター盤発売(ボーナストラック1曲追加)           |
| 2022年     | オーヴァー・アンド・アウト                                   | Over and Out                        |                                                             |
| 2003年     | ア・ストリート・ビトウィーン・サンライズ・アンド・サンセット | A Street Between Sunrise and Sunset | サテライト名義                                              |